# Josep Oromí i Muntada
Josep Oromí i Muntada né à Coll de Nargó en 1837 et décédé en 1915 dans la même ville, est un peintre andorran parmi les plus prolifiques de la seconde partie du XIXe siècle. Peintre de profession, il se dédia à la réalisation de peintures murales et à la décoration de divers bâtiments religieux d'Andorre, de Catalogne et du Roussilon

## Biographie
Sa formation n'est pas documentée. À l'âge de 20 ans, il exerçait la profession de peintre à laquelle il introduisit ses frères, transformant en entreprise son atelier. La société se dédiait à la décoration d'églises et de lieux de cultes. Avec le temps, ses frères se mirent à leurs comptes.

## Œuvre

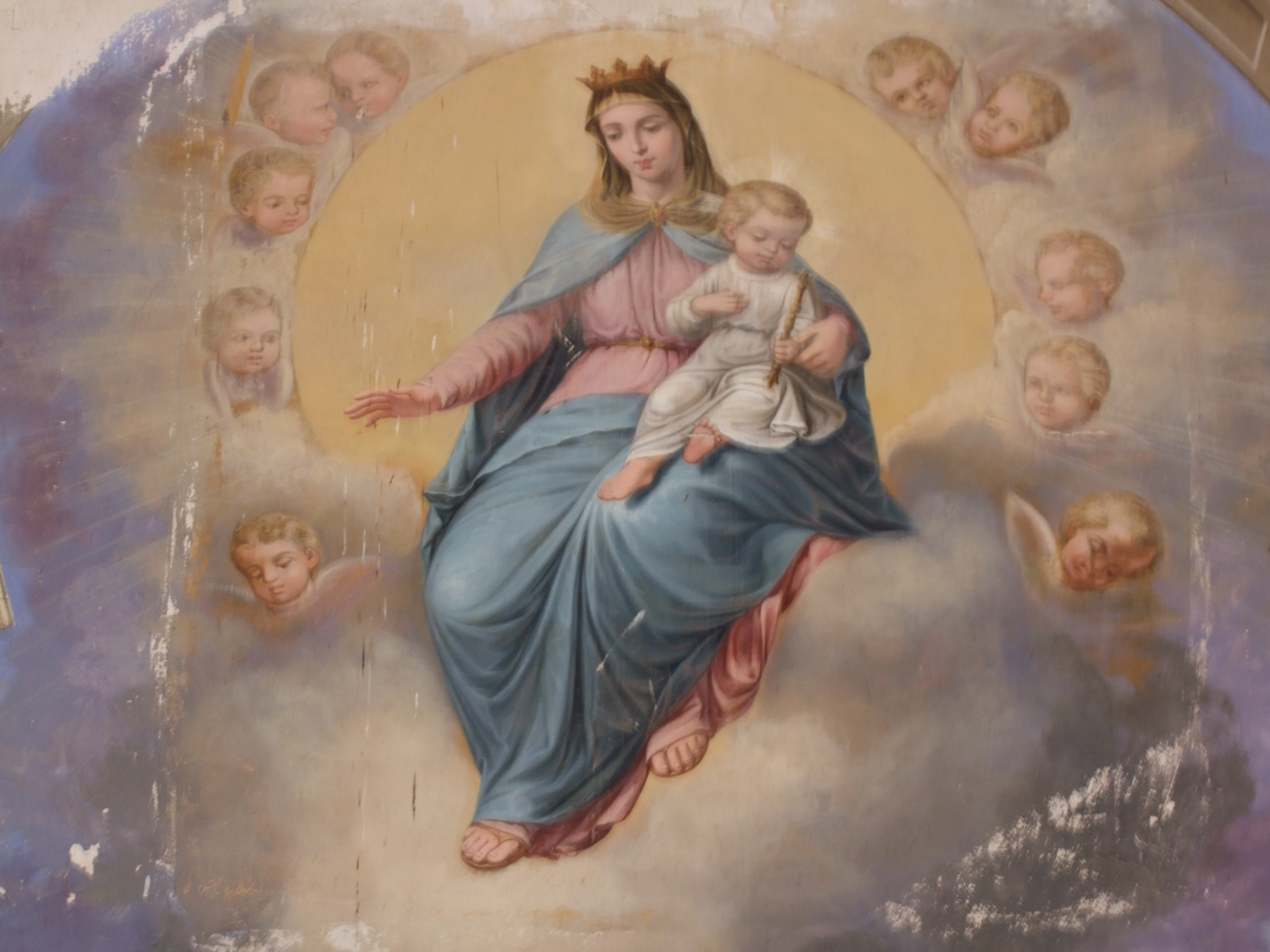
Notre Dame des Anges. Peintures marouflée du couvent des Capucins de Céret par Josep Oromi

Son œuvre magistrale est à l'ensemble mural de Saint Climent de Collde Nargó. Les peintures murales qui lui sont attribuées dans les vallées andorranes sont celles de Santa Maria de Meritxell (1866) détruites en 1972 par le feu, celles de Saint-Jean de Sispony, de Sant Miquel i Sant Joan de la Mosquera et de Sant Ermengol de l'Aldosa. Il réalisa également les décorations murales de la chapelle de Casa de la Vall (1882). Seules les peintures de Meritxell, Sispony et Casa de la Vall sont signées, les autres ne sont qu'attribuées. 
On lui attribue également deux huiles sur toiles représentant saint Joseph à l'Enfant et sainte Lucie du musée d'art sacré de Sainte-Eulalie-d'Encamp, une sainte Ursule conservée dans les annexes du patrimoine Culturel et un Ecce Homo de l'Aldosa.
Les autres œuvres sont réparties en Catalogne, en Roussillon et en Cerdagne, notamment ; Notre Dame des Anges de Palau de Cerdanya, Saint Vincent de Claira, Saint Sulpice de Bouleternère, Saint Sadurnin d'Enveitg et Saint Michel de Conques. Trois peintures sont également présentes à Céret, dont deux à saint Pierre et une grande, signée, à la chapelle Notre Dame des Anges de l'ancien couvent des Capucins.
Pour Mercè Pujol, le style de Josep Oromi est « très personnel et particulier [...] il a une manière de faire propre qui permet de l'identifier et de reconnaître ses compositions. Il utilise une série d'éléments et de motifs ornementaux qu'il répète dans ses œuvres [...] et qui lui servent à intégrer les anciens éléments à la nouvelle décoration »
Il utilise généralement des trompe-l'œil pour modifier visuellement un contexte architectural.